# Борис Манолков
Борис Манолков (роден на 16 юни 1954) е български футболист, вратар. По време на кариерата си играе за Сливнишки герой (Сливница), Локомотив (София), ЦСКА (София), Черно море (Варна).
Избиран е два пъти за най-добър вратар при младежите на България, а един от най-силните му мачове в кариерата е срещу Полша.
През 1976 г. записва 2 мача за националния отбор на България. Синът му, Владимир Манолков, също е вратар. 
Внукът му Ерик Манолков играе като нападател за елитната възрастова група на Локомотив Сф.